# Évoxine
L'évoxine (haplopérine) est un alcaloïde furoquinoléine aux effets hypnotiques et sédatifs. On le trouve naturellement dans une variété de plantes australiennes et africaines, notamment Evodia xanthoxyloides  et Teclea gerrardii.